# La Fille (film)
Pour les articles homonymes, voir Fille (homonymie).
Pour plus de détails, voir Fiche technique et Distribution.
La Fille (Così come sei) est un film italien réalisé par Alberto Lattuada, sorti en 1978.

## Synopsis
Un homme marié tombe amoureux d'une étudiante, qui se révèle être la fille de l'une de ses anciennes compagnes. Il pense être le père.

## Fiche technique
- Titre : La Fille
- Titre original : Così come sei
- Réalisation : Alberto Lattuada
- Scénario : Paolo Cavara, Enrico Oldoini et Alberto Lattuada
- Musique : Ennio Morricone
- Photographie : José Luis Alcaine
- Montage : Sergio Montanari
- Production : Giovanni Bertolucci
- Société de production : San Francisco Film et Producciones Cinematográficas Ales
- Société de distribution : Columbia Pictures, New Line Cinema (États-Unis)
- Pays :  Italie et  Espagne
- Genre : Drame et romance
- Durée : 109 minutes
- Dates de sortie : 
  -  Italie : 14 septembre 1978

## Distribution
- Marcello Mastroianni : Giulio Marengo
- Nastassja Kinski : Francesca
- Francisco Rabal : Lorenzo
- Giuliana Calandra : Teresa
- Ania Pieroni : Cecilia
- Mónica Randall : Luisa Marengo
- Barbara De Rossi : Ilaria Marengo
- José María Caffarel : Bartolo
- Maria Pia Attanasio : la comtesse Archi
- Raimondo Penne : Notaio

## Bande-son
La musique originale du film a été composée par Ennio Morricone et est notamment notable pour le thème Amore per Amore.